# UAEダービー
UAEダービー（UAE Derby、アラビア語: ديربي الإمارات）とはアラブ首長国連邦のドバイにあるメイダン競馬場で行われる競馬の競走である。2002年からG2に格付けされている。アル・バスタキヤ、UAE2000ギニーとあわせ、ドバイ三冠の最終戦に挙げられる競走である。

## 概要
競走馬の出走条件はサラ系3歳限定である。ただしUAEでは馬齢表記を南半球の基準で定めている為、北半球の基準で表記すると北半球産3歳馬ならびに南半球産4歳となる。中東地区におけるケンタッキーダービーへの出走ポイントを獲得できるロード・トゥ・ザ・ケンタッキーダービーの対象レースとなっている。
同日にはドバイワールドカップミーティングと題してドバイゴールドカップ、ドバイカハイラクラシック、アルクォズスプリント、ドバイターフ、ドバイシーマクラシック、ドバイゴールデンシャヒーン、ゴドルフィンマイル、ドバイワールドカップなど他の国際招待レースも開催され、ドバイだけでなくアラブ首長国連邦の競馬の祭典として定着している。
2020年は賞金総額250万米ドル。2021年は75万米ドル。

## 歴史
- 2000年 創設。ナド・アルシバ競馬場にてダート1800mで施行。
- 2001年 G3に格付け。
- 2002年 G2に格付け。
- 2010年 開催場がメイダン競馬場に移行し、施行距離がオールウェザー1900mに変更。
- 2015年 施行条件がダート1900mに変更。
- 2020年 covid-19の世界的な感染の拡がりに伴い、参加者の健康を守るため中止[8]。

## 歴代優勝馬
| 回数   | 施行日        | 調教国・優勝馬    | 性齢 | タイム  | 優勝騎手       | 管理調教師       |
| ------ | ------------- | ----------------- | ---- | ------- | -------------- | ---------------- |
| 第1回  | 2000年3月25日 | China Visit       | 牡3  | 1:49.50 | R.ヒルズ       | S.ビン・スルール |
| 第2回  | 2001年3月24日 | Express Tour      | 牡3  | 1:47.04 | D.フローレス   | S.ビン・スルール |
| 第3回  | 2002年3月23日 | Essence of Dubai  | 牡3  | 2:02.90 | L.デットーリ   | S.ビン・スルール |
| 第4回  | 2003年3月29日 | Victory Moon      | 牡4  | 2:02.45 | W.スミス       | M.デ・コック     |
| 第5回  | 2004年3月27日 | Lundy's Liability | 牡4  | 1:50.83 | W.マーウィング | M.デ・コック     |
| 第6回  | 2005年3月26日 | Blues and Royals  | 牡3  | 1:50.05 | K.マカヴォイ   | S.ビン・スルール |
| 第7回  | 2006年3月25日 | Discreet Cat      | 牡3  | 1:48.59 | L.デットーリ   | S.ビン・スルール |
| 第8回  | 2007年3月31日 | Asiatic Boy       | 牡4  | 1:48.82 | W.マーウィング | M.デ・コック     |
| 第9回  | 2008年3月29日 | Honour Devil      | 牡3  | 1:48.60 | J.ムルタ       | M.デ・コック     |
| 第10回 | 2009年3月28日 | Regal Ransom      | 牡3  | 1:50.00 | A.ガルシア     | S.ビン・スルール |
| 第11回 | 2010年3月27日 | Musir             | 牡4  | 1:57.44 | C.スミヨン     | M.デ・コック     |
| 第12回 | 2011年3月26日 | Khawlah           | 牝3  | 1:58.83 | M.バルザローナ | S.ビン・スルール |
| 第13回 | 2012年3月31日 | Daddy Long Legs   | 牡3  | 1:58.35 | C.オドノヒュー | A.オブライエン   |
| 第14回 | 2013年3月30日 | Lines of Battle   | 牡3  | 2:02.05 | R.ムーア       | A.オブライエン   |
| 第15回 | 2014年3月29日 | Toast of New York | 牡3  | 1:57.92 | J.スペンサー   | J.オズボーン     |
| 第16回 | 2015年3月28日 | Mubtaahij         | 牡3  | 1:58.35 | C.スミヨン     | M. デ・コック    |
| 第17回 | 2016年3月26日 | Lani              | 牡3  | 1:58.41 | 武豊           | 松永幹夫         |
| 第18回 | 2017年3月25日 | Thunder Snow      | 牡3  | 1:57.76 | C.スミヨン     | S.ビン・スルール |
| 第19回 | 2018年3月31日 | Mendelssohn       | 牡3  | 1:55.18 | R.ムーア       | A.オブライエン   |
| 第20回 | 2019年3月30日 | Plus Que Parfait  | 牡3  | 1:58.41 | J.オルティス   | B.ウォルシュ     |
| 第21回 | 2021年3月27日 | Rebel's Romance   | 騸3  | 1:56.28 | W.ビュイック   | C.アップルビー   |
| 第22回 | 2022年3月26日 | Crown Pride       | 牡3  | 1:59.76 | D.レーン       | 新谷功一         |
| 第23回 | 2023年3月25日 | Derma Sotogake    | 牡3  | 1:55.81 | C.ルメール     | 音無秀孝         |
| 第24回 | 2024年3月30日 | Forever Young     | 牡3  | 1:57.89 | 坂井瑠星       | 矢作芳人         |
| 第25回 | 2025年4月5日  | Admire Daytona    | 牡3  | 1:59.13 | C.ルメール     | 加藤征弘         |